# Řád Bulharské lidové republiky
Řád Bulharské lidové republiky (bulharsky: Орден Народна Република България) bylo státní vyznamenání Bulharské lidové republiky založené roku 1947. Udíleno bylo občanům Bulharska i cizím státním příslušníkům za služby při budování, ochraně svobody a zisku nezávislosti země. Jako první obdržel nejvyšší stupeň řádu Georgi Dimitrov. Stalo se tak v den založení řádu při příležitosti Dimitrovových 65. narozenin.

## Historie a pravidla udílení
Řád byl založen výnosem Národního shromáždění č. 24 ze dne 18. června 1947 na památku vyhlášení Bulharské lidové republiky dne 15. září 1946. Udílen byl občanům Bulharska i cizím státním příslušníkům za služby při budování, ochraně svobody a zisku nezávislosti země. Za války byl také určen k vyznamenávání důstojníků Bulharské lidové armády, kteří se vyznamenali při velení vojsku a plánování vojenských operací. Do roku 1950 byl udílen v pěti třídách, poté již pouze ve třídách třech.
Jako první obdržel nejvyšší stupeň řádu Georgi Dimitrov. Stalo se tak v den založení řádu při příležitosti Dimitrovových 65. narozenin.
Řád byl v roce 1991 po pádu komunistického režimu zrušen. Do té doby byl udělen v 19 117 případech.

## Třídy
Řád byl udílen ve třech řádných třídách:
- I. třída
- II. třída
- III. třída

## Insignie
Odznak měl oválný tvar složený z třiceti paprsků o různé délce. Velikost odznaku byla v případě I. a II. třídy 44 × 42 mm u III. třídy 40 × 38 mm. Uprostřed byl státní znak Bulharské lidové republiky, na červeném pozadí stojící lev obklopený věncem z pšeničných klasů, ve spodní části se stuhou s nápisem 9.IX.1944. V případě I. třídy byl státní znak stříbrný s pozlacenými paprsky, u II. a III. třídy tomu bylo naopak. Zadní strana odznaku byla hladká.

Stuha bílé barvy na obou okrajích s úzkým červeným a zeleným pruhem pokrývala kovovou destičku pětiúhelníkového tvaru. Barvami tak odpovídala barvám státní vlajky.

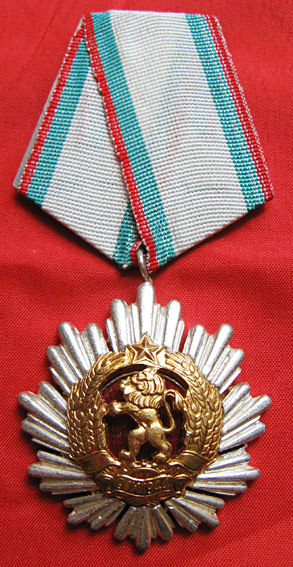
Řád II. třídy
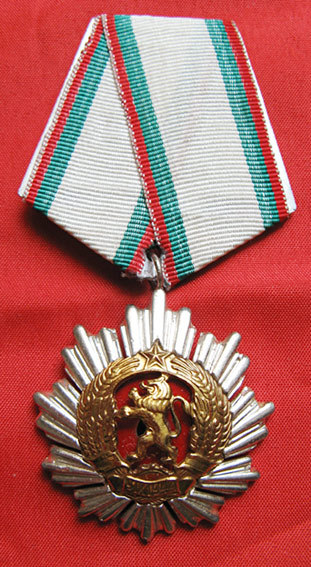
Řád III. třídy